# こみっくパーティー
『こみっくパーティー』 (COMIC PARTY) は、Leaf（株式会社アクアプラス）より1999年5月28日に発売された恋愛アドベンチャーゲーム+恋愛シミュレーションゲームであり、同ゲーム内における同人誌即売会のイベント名でもある。同人誌を書きながら女の子と仲良くなるというコンセプトの作品。公式の略称は「こみパ」。
Leafにより、同名の同人誌即売会が開催されたこともある（後述）。

## 概要
本作は、Leaf東京開発室の旗揚げ作にして代表作であると共に、ドリームキャスト (DC) やPlayStation Portable (PSP) といったコンシューマーゲーム機への移植と、それらのWindows (PC) への逆移植やアニメ化という幅広い展開を見せたという点で、『To Heart』と双璧を成すLeafの看板作品でもある。
かつてF&Cで腕を振るっていたみつみ美里や甘露樹らの手によるグラフィックは、それまでのLeaf作品の特徴であったクセが強いそれとは一線を画する。また、Leaf名義の作品では初めて声優による音声出力が実装されている。
F&Cからの移籍組が中心の東京開発室による全く別次元の作風で描かれた本作は、新たなLeaf支持層を獲得することに成功した。
DC版への移植の際には、新たなキャラクター・御影すばるが攻略可能ヒロインとして追加の他、18禁シナリオ及びCG削除のうえコンシューマー向けにイベントCGの追加とシナリオ改訂、オープニングアニメーション（制作はAIC）の追加、チップアニメと1枚絵CGの差し替え、エピローグの差し替え、漫画原稿作成のコマンド入力化、音声のフルボイス化などが行われた。後にそれがPCに再移植され、アクアプラスから『こみっくパーティーDCE』として発売された。なお、DCE版では漫画原稿作成のみタイピングへ変更されている。
PSP版はDC版やDCE版が元になっているが、オープニングアニメーションは『こみっくパーティーRevolution』（以後『Revolution』と表記。詳しくは後述）と同じく、カオスプロジェクト制作による新作へ差し替えると共に主題歌も新調され、漫画原稿作成はPC版同様のコマンド選択に戻された。また、クリア特典としてキャラクターデザイナー描き下ろしのPSP用壁紙やWindows用壁紙が追加されている。

## 歴史
- 1999年5月28日 - Windows (PC) 版発売（18禁）
- 2000年4月23日 - 同人誌即売会『こみっくパーティー』開催
- 2001年4月2日 - TVアニメ版『こみっくパーティー』放送開始（〜同年6月25日まで）
- 2001年8月9日 - ドリームキャスト (DC) 版発売
- 2001年12月18日 - 漫画版連載開始（「電撃大王」1月号）
- 2002年10月17日 - DC廉価版発売
- 2003年5月30日 - DCE版（DC版のWindows逆移植版）発売
- 2003年6月20日 - リニューアルパッケージ版 (オリジナル1999年のゲームの再発行）（18禁）
- 2003年12月22日 - OVA版『こみっくパーティーRevolution』発売開始
- 2005年4月4日 - TVアニメ版『こみっくパーティーRevolution』放送開始
- 2005年8月24日 - TVアニメ版『こみっくパーティーRevolution』DVD-BOX Vol.1 発売
- 2005年9月22日 - TVアニメ版『こみっくパーティーRevolution』DVD-BOX Vol.2 発売
- 2005年10月21日 - TVアニメ版『こみっくパーティーRevolution』DVD-BOX Vol.3 発売
- 2005年12月29日 - PlayStation Portable (PSP) 版『こみっくパーティーPORTABLE』発売
- 2007年6月22日 - TVアニメ版『こみっくパーティー』廉価版DVD-BOX 発売

## 内容
本作品では、「こみっくパーティー」と呼ばれる同人誌即売会（コミックマーケットやコミックレヴォリューションがモデル）を舞台に同人活動を行う主人公・千堂和樹と、高校時代からの同級生であるメインヒロイン・高瀬瑞希を初め、彼の周囲に位置する女性達との恋愛が描かれる。その女性達には、即売会で知り合った女性同人作家やコスプレイヤー、果てはアイドル声優といった、それぞれ個性的な設定が充てられている。なお、これらの女性キャラクター達はそれぞれ相互に排他的（同時に他の女性との関係を進めることが不可）なシナリオを有しているため、彼女らのシナリオに入った後は一本道の物語となる。
これらの女性キャラクター達はそれぞれ悩みや問題を抱えており、そこから生じるトラブルと主人公の助力によるその解決が、物語を進める大きな要素となるという構成を取っているシナリオが多い。なお、これらの悩みなどは作品独自の色合いが加味されているものの、基本となる部分では普遍的なテーマと成り得るものである。
ちなみに、Leafファンディスク『猪名川でいこう!!』に収録されているおまけシナリオには、温泉イベントや脱衣シーンなどが存在するものの、PC版本編とは違いセックスシーンはおろかモザイク処理が必要なシーンすらない。また、このおまけシナリオ自体が最初から全ヒロインが主人公への恋心を自覚し始めている状態で始まるなど、ハーレム色も強めであり、本編のパラレルワールドになっている。
なお、操作面においては、プレイヤーの操作で毎月のこみパ開催に合わせて漫画原稿を仕上げつつ物語を進めていくようになっているが、その入力方法はプラットフォームによって異なる。PC版やPSP版はコマンド選択、DC版はコントローラによるコマンド入力（本文はアナログ方向キー、表紙はABXYボタン）操作、DCE版はキーボードタイピングで行う。

## 登場人物
声優名はPC18禁版以外のみ表記。PC18禁版はキャラクター別ではなく一覧でのみクレジットされているため、誰がどの役を演じたのかなどは不明。
年齢設定はKSS版以外に存在する（アダルトゲームに18歳未満の者を登場させるのは、性交の対象でなくても倫理上の問題があるため、PC18禁版に準拠する言及は避けている）。コンピュータソフトウェア倫理機構には「性行為を連想させるキャラクターの年齢が18歳未満であることを特定できる記述をしてはならない」という規程があり、PC18禁初版の発売後に改定された規程であるため、ヒロインに18歳未満の設定を持つ者が存在する。
なお、Leaf作品では後の『Routes』で初めてこの規程に抵触した。

### 主人公
千堂 和樹（せんどう かずき）
声：菊池正美（アニメ版のみ）
本作の主人公で、大学生。『猪名川でいこう!!』のおまけシナリオでのデフォルト名は四堂 和巳（しどう かずみ）、クイズゲームではせんどーかずき。
第1志望の美術大学に落ち目標を見失っていたところ、幼馴染の大志に半ば強引に同人誌の世界へ引き込まれる。しかしその画才により、同人界でたちまち頭角を現していく。創作意欲は人一倍だが私生活面はやや物臭で、それを瑞希が補う形で日々の生活は成り立っているなど、ある意味、周りにも恵まれている。かなりの甘党。
デフォルトのペンネームは千堂かずき、サークル名はブラザー2。なお、本名、ペンネーム、サークル名はそれぞれ変更可能。
ちなみに、サークル名は甘露樹のサークル名「Blazer-One（ブレザー・ワン）」のもじり。

### ヒロイン
それぞれに専用エンディングが存在する。
高瀬 瑞希（たかせ みずき）
声：茶山莉子、佐久間紅美（『Revolution』第2話のみ）
年齢 - 18歳 / 誕生日 - 5月12日 / 身長 - 160cm / スリーサイズ - B91/W60/H88(cm) /[血液型- A / テーマ曲 - 「風はいつも春一番」
本作のメインヒロインで、和樹や大志と同じ大学に通う大学生。赤毛と、右側に寄せ上げた横ポニーテールの髪型が特徴。和樹とは高校時代からの腐れ縁で、文化祭で瑞希が請け負っていた看板の制作を和樹が手伝ったことがきっかけとなる。家事全般の面で何かと世話を焼く間柄。同じく腐れ縁の大志の影響もあってオタク的サブカルチャーを毛嫌いしており、和樹が同人漫画の道へ進むことに強く反発する。少々思い込みの激しい性格。スポーツ万能で、得意な競技はテニス。紅茶に関してはこだわりをもつ。左利き。
和樹を理解し、自らも積極的にこみパを楽しむようになって以降はコスプレに興じることとなり、オタクの道へと転がっていく。当初の設定は瑞希が和樹を同人誌の世界に引き込む役であったが、オタクに理解ある人間ばかりになるので一般人の設定となった経緯がある。
牧村 南（まきむら みなみ）
声：山田美穂
年齢 - 23歳 / 誕生日 - 5月7日 / 身長 - 161cm /スリーサイズ - B86/W58/H86(cm) / 血液型 - O / テーマ曲 - 「森のお茶会」
こみっくパーティー準備委員会スタッフ。少々おっとりした性格かつ天然ボケ眼鏡っ娘ながら、こみパ参加者からは頼りになる心優しきお姉さんとして慕われている。ただし、マナーを守らない者に対しては冷徹になることも。澤田真紀子とは同じ高校出身で彼女の後輩に当たり、2人だけの漫画同好会で同人活動も行っていた。和樹達からは「南さん」、由宇からは「牧やん」と呼ばれている。
猪名川 由宇（いながわ ゆう）
声：茂呂田かおる
年齢 - 19歳 / 誕生日 - 12月7日 / 身長 - 155cm / スリーサイズ - B79/W55/H80(cm) / 血液型 - B / テーマ曲 - 「だって、そうやもん☆」
神戸在住の中堅同人作家。有馬温泉の老舗温泉宿「猪ノ坊旅館」の跡取り娘にして、こみパにも積極的に遠征している眼鏡っ娘。同人活動に熱心なあまり、周囲の迷惑を考えず暴走することもしばしばだが、姉御肌で面倒見は良く、和樹にも色々と助言してくれる。大庭詠美とはかつて親友だったが、詠美との同人誌における売上にこだわりの違いから次第に仲違いし、今では犬猿の仲で詠美から「温泉パンダ」と呼ばれており、由宇も「大馬鹿詠美」と呼ぶ。プロ野球チーム『大阪リーフ』の大ファン。料理は得意だが、納豆は大嫌い。
サークル名の「辛味亭」はキャラクターデザイナー・甘露樹の旧サークル名「甘味堂」のもじりである。
大庭 詠美（おおば えいみ）
声：石川静
年齢 - 17歳 / 誕生日 - 3月20日 / 身長 - 158cm / スリーサイズ - B82/W56/H84(cm) / 血液型 - B / テーマ曲 - 「プリンセスタイム」
こみパ最大の売上を誇る超人気高校生同人作家。流行を的確に掴み売れ筋の漫画を描くことが得意な反面、漫画以外のことは全くダメで、学校の成績も最悪でシナリオ展開では留年も。同人は売上＝評価と信じて疑わない主義。由宇とはかつて親友だったが、現在は会う度に悪態を突く関係に。口癖は「ふみゅ〜ん」で、自らを「詠美ちゃんさま」と呼ぶ。魚介類を眺めるのが好き。
彼女のサークル名「CAT OR FISH!?」は、キャラクターデザイナー・みつみ美里のサークル名「CUT A DASH!!」のもじり。
長谷部 彩（はせべ あや）
声：園崎未恵（OVA以前は旧表記の「そのざきみえ」）
年齢 - 17歳 / 誕生日 - 6月12日 / 身長 - 162cm / スリーサイズ - B88/W58/H87(cm) / 血液型 - AB / テーマ曲 - 「月の童話」
創作系の漫画を描く高校生同人作家。非凡な才能の持ち主だが、極めて無口かつ物静かで目立たない物腰と作風のため、同人誌は全く売れていない。口癖の代わりによく見せる仕草は「クイッ クイッ（服を引っ張る仕草）」、「コク コク（頷く仕草）」。普段は商店街にある画材店でアルバイトに勤しんでおり、画材の説明を行う時だけ妙に饒舌になる。好きな食べ物はモズク。幼い頃に父親を病気で亡くしており、病床の父親に見てもらう為に漫画を描くようになった。
彼女のサークル名「Jamming Book Store」は、ディレクター・CHARM（鷲見努）のサークル名「Charming Software」のもじり。
芳賀 玲子（はが れいこ）
声：むたあきこ
年齢 - 18歳 / 誕生日 - 10月31日 / 身長 - 165cm / スリーサイズ - B82/W58/H82(cm) / 血液型 - A / テーマ曲 - 「99%無添加少女」
短大生で、こみパ会場では人気のコスプレイヤー。対戦型格闘ゲームの男性キャラクターのコスプレが得意。サークル「チーム一喝」の主催でもあり、メンバーの3人とはよくつるんでいる。同人誌を出す際は、ボーイズラブ（いわゆるやおい系）が主。飾らない性格のため、男性である和樹とも気さくに会話する。口癖は「にゃはは☆」、「にゅふふ☆」など。普段はゲームセンターでアルバイトをしている。短大は和樹の大学の併設校であり、一般教養科目は同じキャンパスで受講している。
彼女達のサークル名「チーム一喝」は、グラフィッカー・きむらやりょうのサークル名「Team十勝」のもじり。
塚本 千紗（つかもと ちさ）
声：馬場澄江
年齢 - 16歳 / 誕生日 - 2月22日 / 身長 - 152cm / スリーサイズ - B76/W54/H78(cm) / 血液型 - A / テーマ曲 - 「はっぴーはっぴーらいふ」
地域では名のある進学校に通っている高校生で、経営の苦しい実家の印刷所「つかもと印刷」を一生懸命に手伝っている。よく過重状態の台車を暴走させて人や物に激突したり、印刷機を暴走させたりする。また、あまりに容姿や口調が幼いため、小中学生に間違われることも。口癖は「にゃあー」。好きな食べ物は焼きおにぎり。
桜井 あさひ（さくらい あさひ）
声：こおろぎさとみ
年齢 - 不明 / 誕生日 - 6月19日 / 身長 - 158cm / スリーサイズ - B81/W57/H83(cm) / 血液型 - A / テーマ曲 - 「そらいろあさがお」
即売会の常連客だが、実は大志が極めて高く評価している人気アイドル声優で、劇中アニメ『カードマスターピーチ』のヒロイン「モモ」役を演じている。身元を隠しては、和樹の同人誌を買いに来る。演技力などは超一流だが、極度の上がり性でアドリブが利かず、台本どおりにしか喋れないという、タレント面での致命的な欠点を持つ。
PC18禁版発売当初は隠しヒロイン扱いだった。
立川 郁美（たちかわ いくみ）
声：こやまきみこ
年齢 - 14歳 / 誕生日 - 7月23日 / 身長 - 146cm / スリーサイズ - B72/W54/H76(cm) / 血液型 - O
中学生。和樹の高校時代からのファン兼パトロン的存在。ゲーム開始当初は立川という名前とEメールアドレス以外不明の謎の人物。毎月メールで本の感想を伝える他、ランダムでアイテムを送ってくれる。心臓の病気で入退院を繰り返しており、兄・雄蔵や運送屋・鈴香を通じて和樹の同人誌を買っている。「マンガでは叶えられない願いもある」という意味でのこみパのアンチテーゼ的キャラ。
PC版発売当初は隠しヒロイン扱いで攻略対象ではあったが、前述の理由もあってセックスシーンは存在しない。『猪名川でいこう!!』のクイズゲームではラスボスを務める。
御影 すばる（みかげ すばる）
声：倉田雅世
年齢 - 17歳 / 誕生日 - 11月11日 / 身長 - 154cm / スリーサイズ - B80/W56/H80(cm) / 血液型 - O / テーマ曲 - 「ちょっとだけあたしに恋してよ!」
DC版以降で追加されたヒロイン。和樹と同じく同人の世界に飛び込んだばかりの、駆け出し高校生作家。漫画は下手だが情熱は人一倍。ヒーロー物の大ファンで、主に特撮ものの同人誌を描く。「大影流合気術」という格闘術の使い手でもあり、トラックをも難なく投げ飛ばす腕前を持つ。口癖は「 - ですのー」「ぱぎゅー」など。モノ書き以外は左利き。
DC版やDCE版ではそのプラットフォームゆえHCGは用意されていないが、『アルルゥとあそぼ!!』に収録の『り〜ぽん』では、全裸CGが用意されている。また、サークル名「新住所確定」はなかむらたけしのサークル「偽住所不定」のもじり。

### サブヒロイン
PC18禁版では専用エンディングは存在しないが、DC版以降はシナリオが手直しされたため、ノーマルエンドとして存在する（なお、「チーム一喝」の3人に関しては個人別ではなく、全員まとめて1つのエンドとなる）。
澤田 真紀子（さわだ まきこ）
声：百々麻子
年齢 - 不明 / 誕生日 - 11月26日 / 身長 - 163cm / スリーサイズ - B93/W59/H90(cm) / 血液型 - A
月刊漫画誌「コミックZ」の編集長。シミュレーションパートである程度以上の成績になると、主人公をプロへ誘いにやってくる。ヒロインの内数人のシナリオでは重要人物。業界では辣腕鬼編集長と呼ばれており、漫画に対する情熱は非常に高い。反面、ファン層の代理人を自称するかのような独断的な発言も多く、シナリオによっては主人公らと対立する。牧村南の高校時代の先輩。
シナリオ作成段階まではヒロインの一人だったが、最終的な整理で削られたという経緯があり、DC版ではおまけで編集長シナリオが入れられている。
風見 鈴香（かざみ すずか）
声：園崎未恵
年齢 - 不明 / 誕生日 - 10月9日/ 身長 - 164cm / スリーサイズ - B84/W59/H86(cm) / 血液型 - B
こみパの指定運送業者でもある宅配業者「ペンギン便」の運転手。ボーイッシュな雰囲気と鼻の絆創膏が特徴。シミュレーションパートにおける、「立川さん」からのプレゼントイベントでエンカウントする。お弁当を作ってくれる彼氏を募集中。仕事柄、こみパスタッフの南とは仲が良い。
真紀子と同じくシナリオ作成段階まではヒロインの一人だったが、最終的な整理で削られたという経緯があり、澤田真紀子同様、おまけでシナリオが入れられている。
星野 美穂（ほしの みほ）
声：菊地由美、阪田佳代（『Revolution』のみ）
誕生日 - 7月25日 / 身長 - 156cm / スリーサイズ - B78/W57/H79(cm) / 血液型 - B
「チーム一喝」メンバーの短大生で、ナンバー2的存在。ボブカットの髪型が特徴。玲子と同じくコスプレイヤーだが、実は彼女以上の目立ちたがり屋で、勝ち負けにも異様にこだわる性格。そのため、トラブルを起こすこともしばしば。ボーイズラブ（BL）にこだわり、OVA版では和樹にBL本を描かせる賭けを持ち込むことにもなる。
美穂、夕香、まゆの三人はPC版では名前しか登場せず、本名が明かされたのはこみパのトレカ製作時で、DC版では三人まとめておまけシナリオが入れられている。
月城 夕香（つきしろ ゆか）
声：百々麻子、佐久間紅美（『Revolution』のみ）
誕生日 - 8月6日 / 身長 - 162cm / スリーサイズ - B82/W60/H83(cm) / 血液型 - AB
「チーム一喝」メンバーの短大生で、おっとり系の眼鏡っ娘。玲子と同じくコスプレイヤー。容姿も口調もお淑やかで「チーム一喝」の良心的存在だが、実は計算高いという一面も。コスプレ時は眼鏡を外す。
夢路 まゆ（ゆめじ まゆ）
声：園崎未恵
誕生日 - 8月1日 / 身長 - 159cm / スリーサイズ - B80/W59/H80(cm) / 血液型 - O
「チーム一喝」メンバーの短大生で、三つ編みおさげの髪型が特徴。玲子と同じくコスプレイヤー。一人称が「ボク」で、普段着や喋り方なども子供っぽい。コスプレ時は2本のおさげを1本にまとめる。

### サブキャラクター
九品仏 大志（くほんぶつ たいし）
声：遠近孝一
年齢 - 18歳 / 誕生日 - 12月25日 / 身長 - 176cm / テーマ曲 - 「世界が俺を呼んでいる」
和樹とは同じ大学の大学生で、幼稚園の頃からずっと一緒の腐れ縁。漫画の力で世界征服を果たそうという野望を抱いており、和樹の漫画の才能を見抜いて同人活動に巻き込むオタク。その傍ら、アニメショップ「げるまんず」では趣味と実益を兼ねた店員アルバイトにも精を出している。桜井あさひの大ファンで、ファンクラブ会員No.1。
一人称は「吾輩」、瑞希を「マイシスター」、南を「牧村女史」と、独特の呼び方をする。和樹への呼び方は「マイブラザー」「同志和樹」など、その時によって変わる。
当初の設定では九品仏 桜（くほんぶつ さくら）という名の妹が存在していた。彼女も攻略可能ヒロインとして企画されたが、最終的に没となっている。初期設定では狂言回しで、普通に怪しいオタクには変わりないが、瑞希がオタクから一般人に設定変更された為に、現在のようなキャラとなった経緯がある。モデルとなったのは三宅章介の知り合い。
立川 雄蔵（たちかわ ゆうぞう）
声：長嶝高士
郁美の兄。ゲーム開始当初は「謎の男」として和樹の前に立ちはだかる。郁美の代理としてこみパ会場に来ては、妹が関心を寄せている和樹の前に度々姿を現す。筋骨隆々の巨躯と胸に7つの傷を持ち、年中サラシに学ラン姿。こみパで彼が来たサークルは頂点に立つという伝説がある。郁美に対しては極めて過保護。それゆえ、和樹には厳しく当たる。
威圧感があるだけに大志を始め、参加者のオタク達を恐怖で震え上がらせている。
縦王子 鶴彦（じゅうおうじ つるひこ）
声：宮田幸季
コードネーム「おたくタテ（たて男）」。毎回こみパに一般参加している二人組の一人（痩せている方）。「〜でござるよ」が口癖。視野の狭いオタクが嫌い。
横蔵院 蔕麿（おうぞういん へたまろ）
声：長嶝高士
コードネーム「おたくヨコ（よこ男）」。毎回こみパに一般参加している二人組の一人（太っている方）。「〜だな」が口癖。マナーの悪いオタクが嫌い。
おたくタテ・ヨコの2人組には十人十色の即売会参加者を表現する記号としての役割があり、毎回出てくるそれぞれが別人という暗黙の了解がある。イベントごとに性格や行動が違ったりするのは、このため。

## スタッフ
- プロデューサー：下川直哉
- 企画・ディレクター：鷲見努
- シナリオ原案・監修：三宅章介
- シナリオ：三宅章介、む〜む〜、鷲見努
- キャラクターデザイン
  - みつみ美里 - 瑞希、由宇、彩、千紗、玲子、美穂、夕香、まゆ
  - 甘露樹 - 南、詠美、あさひ、郁美、大志、真紀子、鈴香
  - 中村毅 - すばる
- 原画：みつみ美里、甘露樹、中村毅
  - チップキャラクター・アイコンデザイン：武内よしみ
- 音楽：石川真也、中上和英、下川直哉、米村高広、松岡純也

## 主題歌
PC版OP「As time goes by」
作詞：須谷尚子 / 作曲・編曲：中上和英 / 歌：美崎しのぶ
PC版ED「恋わずらい」
作詞：須谷尚子 / 作曲・編曲：松岡純也 / 歌：美崎しのぶ
DC版OP「君のままで」
作詞：須谷尚子 / 作曲：中上和英 / 歌：元田恵美
DC版/PSP版ED「笑顔を見せて」
作詞・作曲：豆田将 / 歌：元田恵美
DCE版/PSP版挿入歌「恋わずらい」（桜井あさひバージョン）
作詞：須谷尚子 / 作曲・編曲：松岡純也 / 歌：桜井あさひ（こおろぎさとみ）
PSP版OP「Dream in the Sky」
作詞：華音 / 作曲：松岡純也 / 歌：中山愛梨沙

## アニメ
第1期
2001年4月から6月まで全13話のUHFアニメとして、独立UHF局を中心に放送された。また、テレビ北海道、テレビ愛知、TVQ九州放送（TXN系）や青森放送、広島ホームテレビでも同時期に放送され、後にキッズステーションで放送された。
アニメ化に際してはまず、千堂和樹、九品仏大志、高瀬瑞希、猪名川由宇の4人はゲームでの大学生から高校生かつ同級生で、塚本千紗もその高校に通っている下級生へ。立川郁美に至っては小学生であり、和樹へはメールではなく手紙を送る…など、原作設定からの大幅な変更が行われた。また、キャラクターデザインが原作のような繊細な絵柄ではなく、極めてアニメ作劇向けに簡素化された絵柄となった。大志のメガネの弦の部分などがその影響を受けており、原作では独特のギザギザ形状だったものが、アニメ版では普通にまっすぐとなっている。
内容面では、アダルトゲームやギャルゲーを原作とした作品としては珍しく、主人公である和樹の同人活動を通じた成長物語という起承転結を抑えた筋の一貫したものとなっている。物語に主軸を置いているためヒロインは瑞希に絞られており、狂言回し的な存在の由宇を除き、他ヒロインの登場頻度は比較的低い。また、TV放送のために女性キャラのお色気は無いに等しく、水着姿が出てくる程度に抑えられている。
お遊びやパロディの部分としては、アニメ版『To Heart』のキャラクター達（あかり、志保、マルチ、雅史）が第1話のアバンで登場（原画は千羽由利子が担当、声優もオリジナルと同じ面々）する他、実は同一世界と設定されており、彼らが作中で話題にしていた人気バンド「Childish An Hour」（チャイルディッシュ・アン・アワー）なども和樹達の台詞に登場する。また、アニメーション制作がオー・エル・エム、製作がケイエスエスであることから、『鋼鉄天使くるみ』や『愛天使伝説ウェディングピーチ』などのネタも一部使われた。
なお、本作は後述の『こみっくパーティーRevolution』との区別上、「KSS版」や「無印アニメ版」と称されることが多い。
2007年6月22日には、廉価版DVD-BOXが発売された。
第2期
『こみっくパーティーRevolution』のタイトルでアクアプラス通販専売OVAとして2003年12月22日に第1巻が発売された。全4巻。なお、アクアプラス通販だけでなくコミケ企業ブースなどのアクアプラス出展イベントでも購入可能。略称は「Revolution」や「こみパR」。
作画面では『アイドル防衛隊ハミングバード』や『マクロス7』などの一般アニメの他、『VIPER』や『超昂天使エスカレイヤー』などのアダルト作品でも広く名を知られている桂憲一郎をキャラクターデザインに起用したことで、どのキャラクターも原作の雰囲気にかなり忠実な容姿となった。
なお、アニメーション制作を担当したカオスプロジェクトは本作以降、アクアプラス製品のアニメパートやアニメ化作品の制作によく関わるようになった。
内容面は1話につき1人か2人のヒロインを重点的に描く一方で、ギャグやお色気（入浴シーン程度）も盛り込むというファンサービス色の濃いものであるが、物語性や巻毎の話の整合性などは一切考慮されていない一話完結型である。また、各キャラクターの基本設定が原作準拠に戻された。
2005年4月から6月までは、『アニメ魂』枠において全13話のTVアニメとして放送された。第1話から第4話までは上記のOVA全4巻の再編集版（OVA版から5分弱短縮されたため、アバン部分やエンドクレジット後のオチ、第4話の牧村南のシャワーシーンなど本編の一部を削除。更にエンドクレジットの背景アニメーションが全く異なる）、第5話から第13話までがTV放送のために新規制作された分である。なお、全話を通してオープニングアニメーションはカオスプロジェクトによるOVA版の流用だったが、エンディングアニメーションはRADIXによる新規制作版（原画は中野典克が担当）が放送された。アニメ自体はゲーム本編で登場しなかった長瀬一族の登場、Leafの『雫』ネタなど、ファン心理をくすぐる遊び心な演出も各所に見られた。
また、GyaOの開設初期に配信されていた作品の1つでもある。
2006年に開かれたメトロコンにて、ADVフィルムはOVA版の配信権を$30,336で獲得したと発表した  。
OVA版の英語化にあたり、ADVフィルムはKSS版（英語版）のキャスティングメンバーとは異なる声優を起用し 、KSS版（英語版）のようなローカライズは実施しなかった。

### オリジナルキャラクター
第1期
2人とも和樹の級友かつ瑞希の親友。同人活動には全く関与しない一般人。
槌谷 麗奈（つちや れな）
声 - 能登麻美子
友野 ちなみ（ともの ちなみ）
声 - 高野直子
第2期
長（ちょう）さん
声 - 中博史
第12話に登場。本名不明。コミックZを発行している角山書店のアニメ誌の副編集長。人の良さそうなその容姿、DVD版ブックレットで苗字が「長瀬」と書かれていることからもわかるように、裏設定では彼もまたLeaf作品にはお馴染みの、長瀬一族の一人である。
黒瑞希（くろみずき）
声 - 佐久間紅美
第13話に登場。瑞希のドッペルゲンガーとも呼ぶべき謎の存在で、性格は本人より積極的かつ腹黒。妖艶に振る舞い、和樹に抱かれることでその心を我が物にせんと企むが、すんでの所で瑞希が乱入してきたことにより失敗。異空間でカードマスターピーチに変身した瑞希と対決するも、あえなく敗れ去った。しかし完全消滅したわけではなく、ラストでは雑踏に紛れてこみパ会場に現れる。
元ネタは第2話での、いつもと違う髪形で、髪止めも日頃の黄色ではなく紫色にしていた瑞希。声についても、当時交通事故で入院中の茶山莉子の代役を務めていた佐久間を再起用することで、ネタとして成立するに至った。
柚原このみ（ゆずはら このみ）
声 - 落合祐里香
第5話で行われたイベントの「コスプレファイト」で、作中ではこみパ内の劇中劇として存在する『ToHeart2』のヒロイン「柚原このみ」としてイベントの最後に登場したコスプレイヤー。その正体は女装をした和樹であり、玲子と美穂、瑞希の対立に他の誰かが優勝すれば痛み分けになるとして、夕香とまゆが仕組んだもので、当初瑞希や大志達も和樹である事に気づかなかった。登場シーンではゲーム版のオープニング曲である「Heart to Heart」が流された。エンディングテロップでは「柚原このみ 落合祐里香」で表記されている。

### スタッフ
|                                                    | 第1期                        | 第2期                                               | 第2期                                               |
| OVA・TVアニメ 第1 - 4話                            | 第1期                        | TVアニメ第5 - 13話                                  |                                                     |
| -------------------------------------------------- | ---------------------------- | --------------------------------------------------- | --------------------------------------------------- |
| 原作                                               | AQUAPLUS                     | AQUAPLUS                                            | AQUAPLUS                                            |
| 企画                                               | 下川直哉                     | 下川直哉                                            | -                                                   |
| 企画                                               | 高野秀夫                     | 鷲見努                                              | -                                                   |
| 監督                                               | 須藤典彦                     | 坂田純一                                            | 東郷光宏                                            |
| シリーズ構成                                       | 山口宏                       | -                                                   | -                                                   |
| チーフライター                                     | -                            | -                                                   | 山田靖智                                            |
| キャラクターデザイン ・総作画監督                  | 田口広一                     | 桂憲一郎                                            | 桂憲一郎                                            |
| ゲストキャラクター デザイン・ コスチュームデザイン | -                            | -                                                   | 中原竜太                                            |
| 美術監修                                           | 小林七郎                     | -                                                   | -                                                   |
| 美術監督                                           | 嶋田昭夫                     | 緒続学                                              | 椋本豊                                              |
| 色彩設計                                           | 片山由美子                   | 三笠修                                              | 藤木由香里                                          |
| 撮影監督                                           | 水谷貴哉                     | 勝又雄一                                            | 中山敦史                                            |
| 編集                                               | 山森重之                     | -                                                   | -                                                   |
| 音響監督                                           | 渡辺淳                       | 飯塚康一                                            | 田中英行                                            |
| 音響プロデューサー                                 | 飯塚康一                     | -                                                   | -                                                   |
| 音楽                                               | 信田かずお                   | AQUAPLUS                                            | 池頼広                                              |
| 音楽プロデューサー                                 | 横山光則                     | -                                                   | -                                                   |
| 音楽制作                                           | -                            | -                                                   | フロンティアワークス                                |
| 音楽制作協力                                       | 山内洋一                     | -                                                   | -                                                   |
| プロデューサー                                     | 浅賀孝郎、奥野敏聡、神田修吉 | 望月雄太郎、永谷敬之、松永孝之 大森啓幸、植田もとき | 望月雄太郎、永谷敬之、松永孝之 大森啓幸、植田もとき |
| アニメーション プロデューサー                      | 井口憲明                     | -                                                   | -                                                   |
| アニメーション制作                                 | OLM TEAM IGUCHI              | カオスプロジェクト                                  | RADIX                                               |
| 製作                                               | ケイエスエス                 | こみパ準備会                                        | こみパ準備会                                        |

### 主題歌
第1期
オープニングテーマ「君のままで」
作詞 - 須谷尚子 / 作曲 - 中上和英 / 編曲 - 豆田将 / 歌 - 元田恵美
エンディングテーマ「形のない街を目指して」
作詞・作曲 - 小山裕 / 編曲 - 豆田将 / 歌 - Kaya
第2期
オープニングテーマ「Fly」
作詞 - 須谷尚子 / 作曲 - 松岡純也 / 編曲 - 松岡純也、衣笠純也 / 歌 - 中山愛梨沙
エンディングテーマ「一緒に暮らそう」
作詞・作曲・編曲 - 豆田将 / 歌 - 元田恵美

### 各話リスト
| 話数   | サブタイトル                               | 脚本       | 絵コンテ                | 演出              | 作画監督              |
| 第1期  | 第1期                                      | 第1期      | 第1期                   | 第1期             | 第1期                 |
| ------ | ------------------------------------------ | ---------- | ----------------------- | ----------------- | --------------------- |
| 1      | 運命の初体験!?                             | 山口宏     | 須藤典彦                | くりもとひろゆき  | 中田雅夫              |
| 2      | 想いをこめて                               | 山口宏     | 井硲清高                | 井硲清高          | 中田正彦              |
| 3      | 売る人買う人即売会                         | 横手美智子 | 佐藤雄三                | 郷敏治            | 倉嶋丈康              |
| 4      | お金がすごく無い!                          | 山口宏     | 井硲清高                | 渡辺正彦          | 吉川美貴              |
| 5      | それが問題だ                               | 横手美智子 | くりもとひろゆき        | くりもとひろゆき  | 中田雅夫              |
| 6      | 目指せ、こみっくパーティー!                | 藤田伸三   | 井硲清高                | 井硲清高          | 中田正彦              |
| 7      | 希望の祭典!                                | 山口宏     | 佐藤雄三                | 青山正宣          | 青山正宣              |
| 8      | 渚にて…                                    | 山口宏     | 井硲清高                | 渡辺正彦          | 吉川美貴              |
| 9      | すてきれない夢                             | 藤田伸三   | くりもとひろゆき        | くりもとひろゆき  | 中田雅夫              |
| 10     | 二人の距離                                 | 横手美智子 | 須藤典彦                | 高瀬節夫          | 松岡秀明              |
| 11     | 見えない明日                               | 藤田伸三   | 井硲清高                | 井硲清高          | 中田正彦              |
| 12     | ブラザー2、再び                            | 山口宏     | 佐藤雄三                | 木宮茂            | 青山正宣              |
| 13     | ぼくたちのパーティー!                      | 山口宏     | 須藤典彦                | 須藤典彦          | 服部憲知              |
| 番外編 | 湯けむり情緒、同人誌御一行様、行方不明事件 | 山口宏     | 井硲清高                | 井硲清高          | 中田正彦              |
| 番外編 | 脅威!地底世界でドゥビドゥバー!             | 山口宏     | 井硲清高                | 井硲清高          | 服部憲知              |
| 番外編 | 驚愕と真実と! 人類進化の謎を追いまくれ!    | 山口宏     | 井硲清高                | 井硲清高          | 服部憲知              |
| 番外編 | 星を受け継ぐ者よ! 真実は、君と共にあり!    | 山口宏     | 井硲清高                | 井硲清高          | 服部憲知              |
| 第2期  |                                            |            |                         |                   |                       |
| 1      | この本、売れてほしいですの!                | 月永ヒデヲ | 坂田純一                | 坂田純一          | 桂憲一郎              |
| 2      | ふみゅ〜ん、私を海に連れてって!            | 月永ヒデヲ | 林宏樹                  | 林宏樹            | 加藤やすひさ          |
| 3      | うちらが目指すんは――超人野球や!            | 月永ヒデヲ | 坂田純一                | 坂田純一          | 加藤やすひさ 桂憲一郎 |
| 4      | 私の想い……きいてください!                  | 月永ヒデヲ | 林宏樹                  | 林宏樹            | 加藤やすひさ 桂憲一郎 |
| 5      | 熱闘! コスプレファイト                     | 鴻野貴光   | 四谷光宏 いまざきいつき | いまざきいつき    | 山下敏成              |
| 6      | 塚本印刷を救え! ですの                     | 山田靖智   | 後藤象一郎              | 所俊克            | 宮前真一              |
| 7      | 猪ノ坊でブラボー!                          | 山田靖智   | 四谷光宏 長村伸治       | 松本マサユキ      | 馬場竜一              |
| 8      | テニスのお姫様（プリンセス）（仮）         | 鴻野貴光   | いまざきいつき          | 岡嶋国敏          | こびらはじめ          |
| 9      | 史上最大の血戦                             | 野崎透     | 陣野翔成                | 長村伸治 四谷光宏 | 高田晃                |
| 10     | オトモダチからはじめましょ                 | 山田靖智   | 後藤象一郎              | いとがしんたろー  | 土屋圭                |
| 11     | 恐怖の毒同人                               | 野崎透     | 高田淳                  | 神崎ユウジ        | 中原竜太              |
| 12     | 立て和樹、世界征服だ                       | 野崎透     | 福多潤                  | 高田淳            | 宮前真一              |
| 13     | As time goes by                            | 鴻野貴光   | 小坂春女                | 四谷光宏 長村伸治 | 渡邊由香里            |

### 放送局
| 放送地域 | 放送局           | 放送期間                | 放送日時           | 放送区分       | 備考             |
| 第1期    | 第1期            | 第1期                   | 第1期              | 第1期          | 第1期            |
| -------- | ---------------- | ----------------------- | ------------------ | -------------- | ---------------- |
| 千葉県   | 千葉テレビ       | 2001年4月1日 - 6月24日  | 日曜 24:00 - 24:30 | 独立UHF局      |                  |
| 和歌山県 | テレビ和歌山     | 2001年4月1日 - 6月24日  | 日曜 24:55 - 25:25 | 独立UHF局      |                  |
| 神奈川県 | TVK              | 2001年4月1日 - 6月24日  | 日曜 25:00 - 25:30 | 独立UHF局      |                  |
| 広島県   | 広島ホームテレビ | 2001年4月2日 - 6月25日  | 月曜 25:50 - 26:20 | テレビ朝日系列 |                  |
| 兵庫県   | サンテレビ       | 2001年4月3日 - 6月26日  | 火曜 24:40 - 25:10 | 独立UHF局      |                  |
| 福岡県   | TVQ九州放送      | 2001年4月3日 - 6月26日  | 火曜 26:40 - 27:10 | テレビ東京系列 |                  |
| 愛知県   | テレビ愛知       | 2001年4月4日 - 6月27日  | 水曜 25:45 - 26:15 | テレビ東京系列 |                  |
| 北海道   | テレビ北海道     | 2001年4月5日 - 6月28日  | 木曜 25:50 - 26:20 | テレビ東京系列 |                  |
| 京都府   | KBS京都          | 2001年4月6日 - 6月29日  | 金曜 25:45 - 26:15 | 独立UHF局      |                  |
| 埼玉県   | テレビ埼玉       | 2001年4月7日 - 6月30日  | 土曜 24:00 - 24:30 | 独立UHF局      |                  |
| 青森県   | 青森放送         | 2001年4月16日 - 7月9日  | 月曜 24:50 - 25:20 | 日本テレビ系列 |                  |
| 第2期    |                  |                         |                    |                |                  |
| 神奈川県 | tvk              | 2005年4月4日 - 6月27日  | 月曜 26:15 - 26:45 | 独立UHF局      |                  |
| 京都府   | KBS京都          | 2005年4月8日 - 7月1日   | 金曜 25:30 - 26:00 | 独立UHF局      |                  |
| 日本全域 | AT-X             | 2005年4月9日 - 7月2日   | 土曜 10:00 - 10:30 | CSチャンネル   | リピート放送あり |
| 群馬県   | 群馬テレビ       | 2005年4月10日 - 7月3日  | 日曜 25:30 - 26:00 | 独立UHF局      |                  |
| 日本全域 | BS朝日           | 2005年4月11日 - 7月4日  | 月曜 26:00 - 26:30 | BS放送         |                  |
| 東京都   | 東京MXテレビ     | 2005年4月14日 - 7月7日  | 木曜 25:30 - 26:00 | 独立UHF局      |                  |
| 奈良県   | 奈良テレビ       | 2005年4月21日 - 7月14日 | 木曜 25:30 - 26:00 | 独立UHF局      |                  |
| 長野県   | 信越放送         | 2005年4月22日 - 7月15日 | 金曜 26:00 - 26:30 | TBS系列        |                  |
| 熊本県   | 熊本放送         | 2005年5月2日 - 7月25日  | 月曜 26:45 - 27:15 | TBS系列        |                  |

| アニメ魂       | アニメ魂                     | アニメ魂                 |
| 前番組         | 番組名                       | 次番組                   |
| -------------- | ---------------------------- | ------------------------ |
| まじかるカナン | こみっくパーティーRevolution | あかほり外道アワーらぶげ |

### 日本国外での配信（第1期）
2002年4月20日、イリノイ州で開かれたアニメコンベンション・アニメ・セントラルにて、ライト・スタッフが北米でKSS版の配信権を得たと発表し、2004年3月30日と7月27日にかけて全4巻のDVDが発売された 。
北米での放送にあたり、着物をドレスに変えるといったローカライズが施された。
2014年9月4日、アメリカのアニメ会社Discotek MediaがKSS版の配信権を得たと発表し、2015年1月にはDVDを発売した。

## 同人誌即売会
2000年4月23日、東京ビッグサイトにおいて同人誌即売会「こみっくパーティー」が開催された。ゲーム内の即売会を実際にやってみよう、という企画の下に開催され、カタログはLeaf東京開発室が執筆を担当していた。しかし、人気同人サークルが多数参加したにもかかわらず会場を1ホール分しか使用しなかったことと、このゲームで初めて同人誌即売会の存在を知り、即売会のルールをまだ理解できないまま会場に来た多数の一般参加者も重なって会場は終日激しい混雑をみせ、「一般入場者が会場に入った時点で、頒布物がない」など、その混雑や運営に対する苦情が内部・外部から頻出した。また、苦情はLeaf公式サイトの掲示板にも書き込まれたが、管理者により全て削除され、掲示板の閉鎖へ繋がった。
なお、奈良女子大学漫画研究会が1980年代から、「COMIC☆PARTY」という同人誌即売会を年に1回開催している。この他、似た名称のイベントにはCOMIC PARTY LTD.が兵庫県で主催していた、「COMIC PARTY」なども見受けられる。

## 関連作品

### CD
こみっくパーティー TVアニメサウンドトラック
2001/07/04発売
こみっくパーティー オリジナルサウンドトラック
DC版とPC版が存在する

### コミック

#### オフィシャルストーリーコミック
「月刊コミック電撃大王」（メディアワークス）にて、2001年1月号から2005年3月号まで連載された。作画は犬威赤彦が担当、単行本は全5巻。アメリカ合衆国向けに、全5巻の英語翻訳版がTOKYOPOPから発売された。なお、合衆国内における年齢制限レートはT（13歳以上推奨）。
コミック版オリジナル要素として、「瑞希がツッコミの際に釘バットを振り回す」（通称：釘バット瑞希）がある。

#### アンソロジー集
『To Heart』と共に各社からアンソロジーコミックが刊行され、ギャルゲーアンソロジー集の火付け役となった。特にスタジオDNA（現・一迅社）から刊行されているシリーズは30巻が刊行され、『To Heart』と並んでこのジャンルの最大数となっている。また、同シリーズはカバー・表紙イラスト及び裏表紙カラー4コママンガを、第1巻の裏表紙を除き全巻とも結城心一が手がけている点も特筆される。
なお、『To Heart』のシリーズは（『ToHeart2』のアンソロジー刊行開始に伴い）30巻を以って終了することが公表されているので、本シリーズの続巻が刊行されれば単独記録となるが、こちらもその後の新刊は途絶えている。

## 備考
- PC18禁版を立ち上げたままゲーム本編に入らず、OPを何回かループさせると、まれにOPグラフィックがみつみ美里描き下ろしのヘタレ調になる。この時は、歌手もアキ・エンジェルに代わる。ちなみに、美咲しのぶ版とアキ・エンジェル版の両方ともCD-DAで収録されているので、通常のCDプレーヤーで聴くことが可能。
- DC版の本作品をPCのCD挿入口に入れてマイコンピュータなどで内部を見ると、みつみ美里本人によるサイン入りのイラストを見られるようになっている。
- シルバーブリッツのカードゲーム、Lyceeに参戦している。収録エキスパンションは、Leaf1.1など。
- 漫画家の矢寺圭太は本作のプレイがきっかけで漫画家になろうと決意したそうである[20]。
- イベント会場で光を指さす2人のオタクの後ろ姿の写真が「オタクをドラマチックに撮った1枚」として2000年頃より広まっているが、本来は本作のオタク・たて男とよこ男のコスプレ写真である[21]。ただし、光が射し込んだのは偶然だったという。あまり広まっていない正面を向いた写真も存在し、こちらは本作の立ち絵を模したコスプレであることがよく分かるものとなっている[22]。コスプレイヤー本人のサイトには企画のレポートがあり、2000年4月に東京ビッグサイトで開催された本作のオンリーイベントで行ったものであることなどが記されていた[23]。

## 評価
IGNの歐陽宇亮は、ロマンスゲーム特集の中で本作を取り上げ、客体化されたオタクをテーマとし、その精神をたたえた点を評価した。